# Гудкова, Зинаида Ивановна
Зинаи́да Ива́новна Гудко́ва (1933, Ключи, Средневолжский край — 5 января 2008, Уфа) — советский и российский строитель, историк и краевед. Заслуженный работник культуры Башкирской АССР (1990).

## Биография
Гудкова (Трунина) Зинаида Ивановна родилась в 1933 году в селе Ключи Чембарского района Пензенской области.

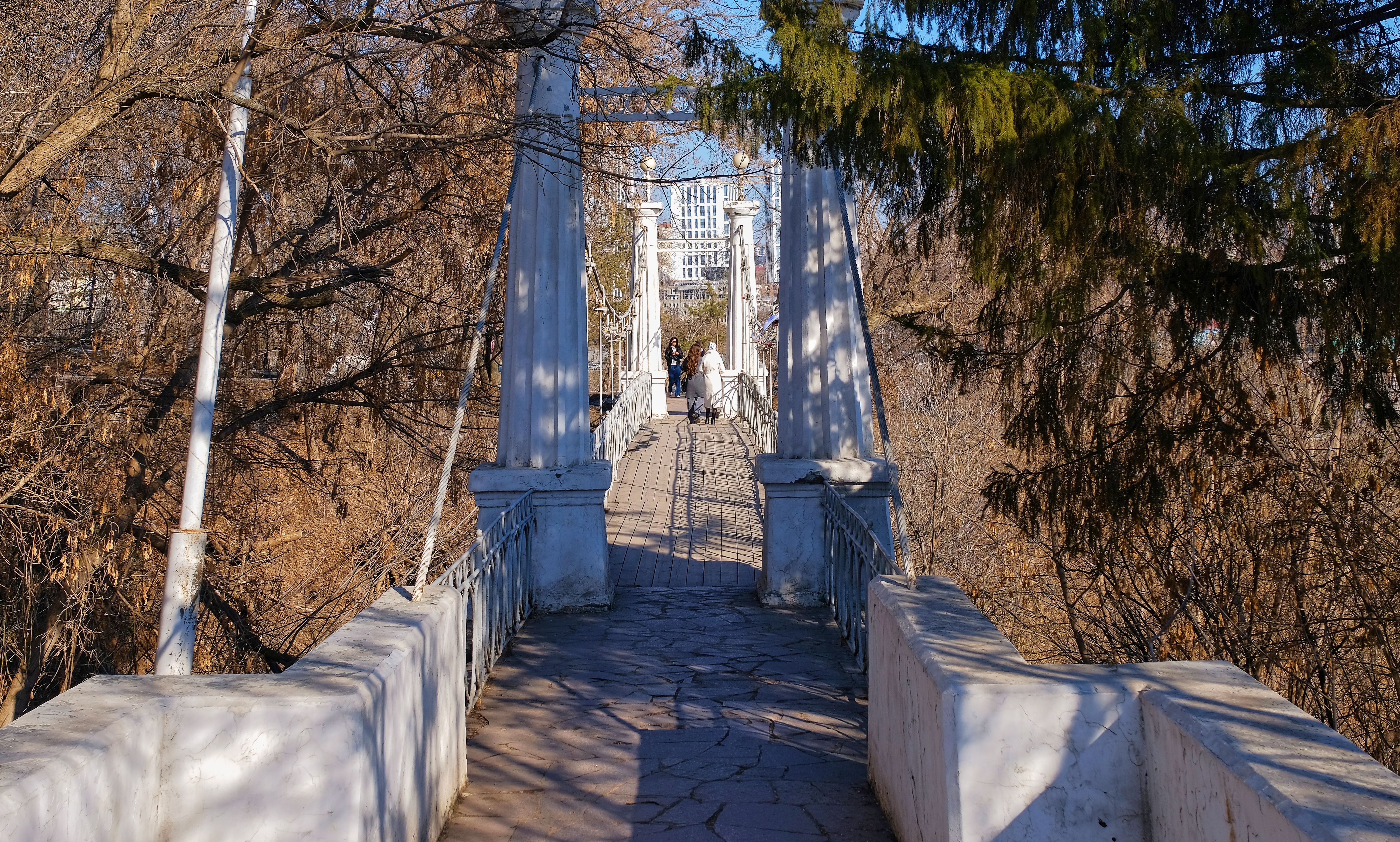
Подвесной мост в саду Салавата Юлаева в Уфе

Окончила Ленинградский инженерно-строительный институт. Работала по распределению в проектных и строительных организациях Уфы (Мраковский дорожный участок, институт «Башгражданпроект»). Как строитель-проектировщик, Зинаида Ивановна спроектировала в Уфе возведённый «висячий» мостик в саду Салавата Юлаева на Случевской горе .
Была членом президиума Республиканского общества краеведов. Как краевед, написала множество статей по краеведению Башкортостана, аксаковедению.
Муж, Гудков Георгий Фёдорович — известный башкирский краевед. Супруги Гудковы были инициаторами создания в Башкортостане Аксаковского мемориального комплекса.
Умерла 5 января 2008 года в Уфе.